# Déforestation en Malaisie

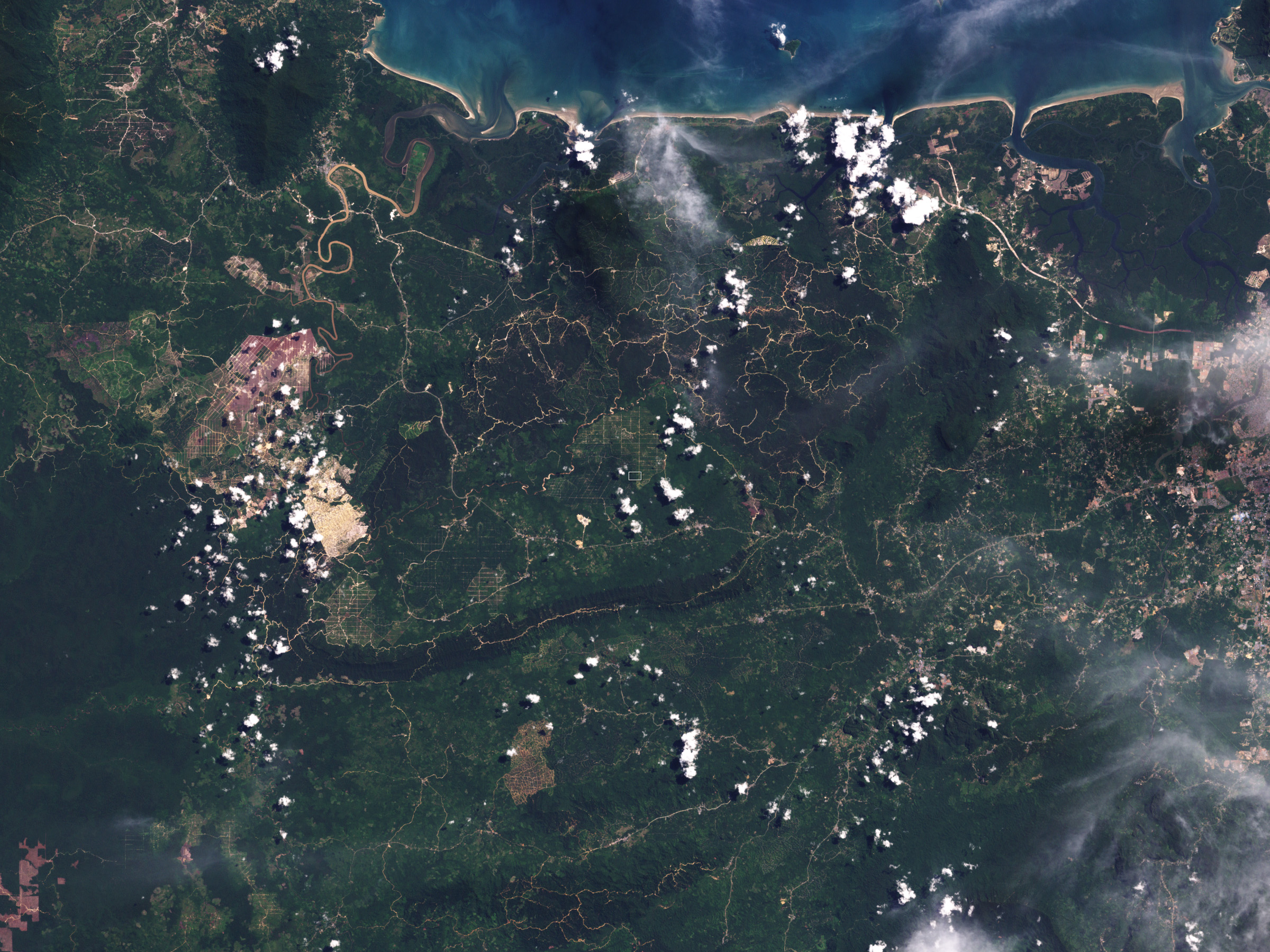
Photographie satellite de 2009 montrant les zones en cours de déforestation en Malaisie.

La déforestation en Malaisie est en augmentation depuis plusieurs décennies. À l'origine, le territoire de la Malaisie était entièrement recouvert de forêts, mais de nos jours elle ne couvre plus que 59,5 % du territoire. Entre 1983 et 2003, la forêt a perdu 4,9 millions d'hectares. Environ 18 % de cette forêt est classée en tant que forêt primaire.

## Contexte
La Malaisie a déclaré son indépendance vis-à-vis du Royaume-Uni en 1957, et l'État actuel a été formé en 1963. Depuis cette époque une forte croissance économique a eu lieu, dont une grande partie peut être attribuée à l'exploitation des forêts.

## Contraste entre les régions
Une étude publiée dans le magazine PLOS ONE montre une forte disparité entre les régions, le Bruneï dont les ressources proviennent essentiellement du pétrole est relativement épargné. Par contre la forêt ne représente plus que 8 % dans l'état de Sabah et 3 % dans celui de Sarawak.

## Causes

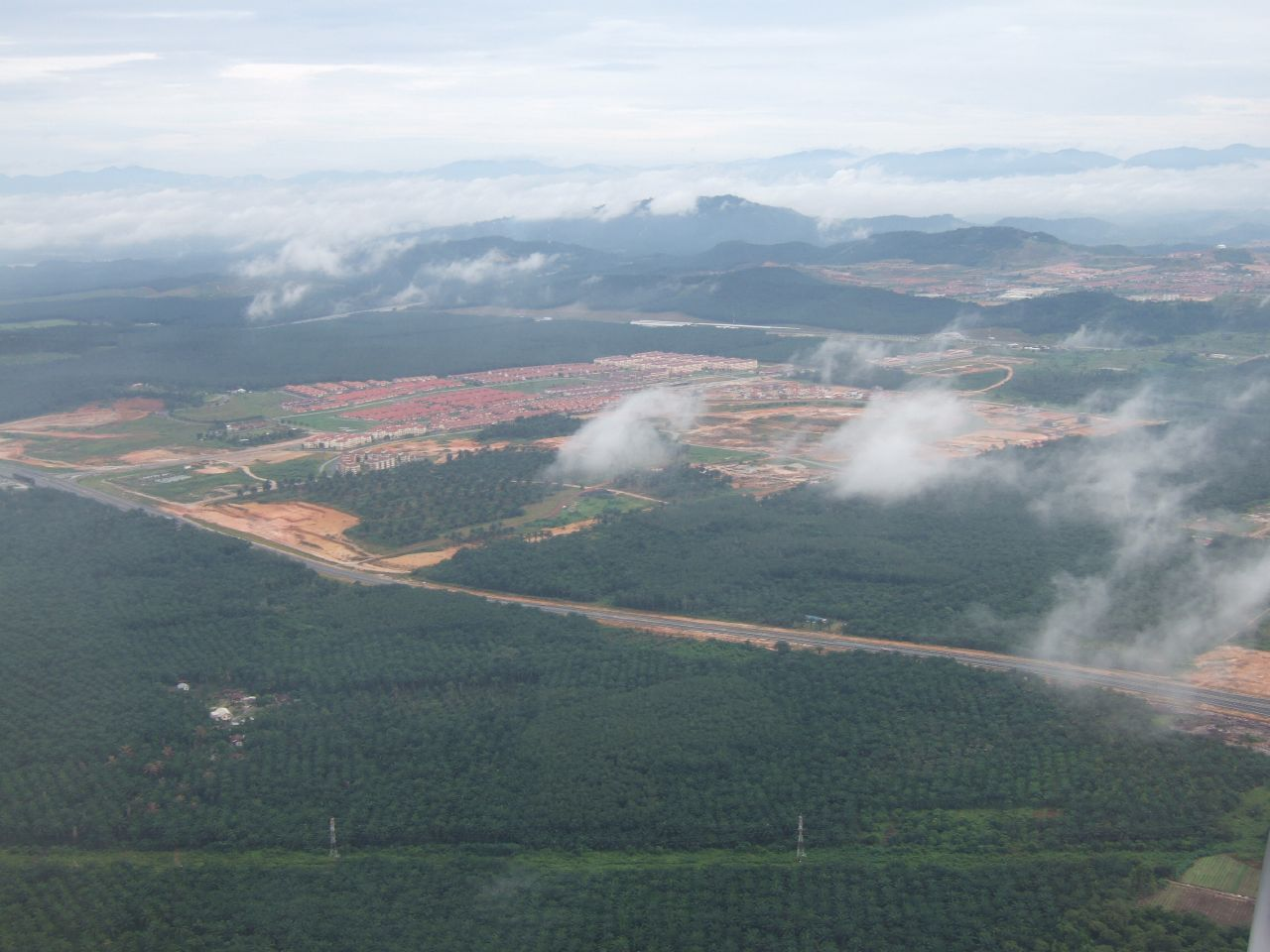
Plantation de palmiers dans la région de Sarawak.

Selon le WWF France, plus de 85 % de l'huile de palme est produite par la Malaisie et son pays voisin l'Indonésie. Les plantations de palmiers à huile sont réalisées au détriment de la forêt.
Ce type de culture continue de s'étendre : la surface des palmeraies est passée de 3,34 millions d’hectares en 2000 à plus de 5,9 millions d’hectares en 2019. Selon le WWF France, l'huile de palme serait responsable de 90 % de la déforestation en Asie.
Mais ce n'est pas la seule cause : la construction de barrages conduit aussi à la destruction irréversible de forêts.
La déforestation est aussi causée par la culture du durian, qui pousse en Asie du Sud-Est, du fait de l'appétit croissant des Chinois pour ce fruit considéré comme le « roi des fruits » par les amateurs.
Le paradoxe est que la forêt est officiellement protégée, mais de nombreuses opérations de défrichage sont effectuées de façon illégale. Les conséquences sont importantes sur la biodiversité et sur l'érosion des sols.

## Impacts de la déforestation
Une expérimentation à grande échelle a été menée depuis 2011 pour évaluer précisément les impacts[réf. souhaitée].
La culture des Dayaks, un peuple riche d'environ 4 millions d'âmes qui vit dans et de la forêt de Bornéo, est durement menacée par la déforestation qui ravage leurs terres ancestrales, l’un des écosystèmes les plus riches en biodiversité de la terre. Benyamin Efraim, directeur de l’Institut Dayakologi, alerte : « Les traditions, les rituels, la médecine, bref l’identité des Dayaks est étroitement liée au cycle agricole et à leur gestion des ressources naturelles. L’extinction de leurs pratiques agricoles et forestières entrainera irrémédiablement l’extinction de leur culture ».